# Alchemilla speciosa
Alchemilla speciosa é uma espécie de rosácea do gênero Alchemilla, pertencente à família Rosaceae.